# Wolter te Riele

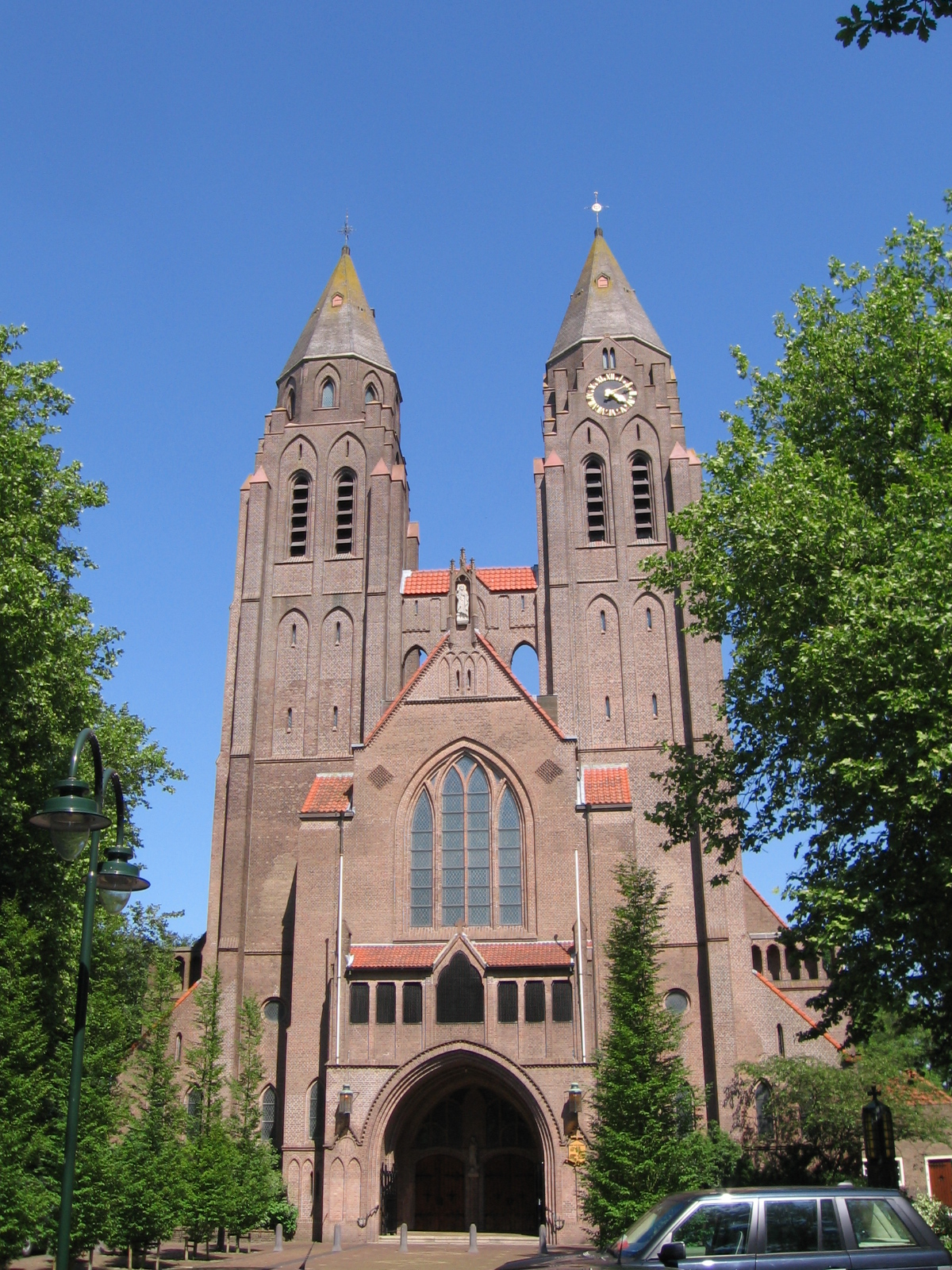
Sint-Jansbasiliek (Laren)

Wolterus  Antonius Maria te Riele (Deventer, 8 augustus 1867 – Utrecht, 13 februari 1937) was een Nederlands architect die vooral kerkgebouwen ontwierp. De meeste gebouwen die hij ontwierp worden gerekend tot de neogotiek. Hij geldt als een van de meest vernieuwende architecten van deze stijl in Nederland.

## Leven en werk
Wolter te Riele was de zoon van Gerard te Riele, architect van kerken in Gelderland en Overijssel. De jonge Te Riele werd aanvankelijk opgeleid door zijn vader maar werd later een leerling van P.J.H. Cuypers. Hij studeerde ook in Engeland en Gent. Zijn vroege werk, overigens net als dat van zijn vader, werd sterk beïnvloed door dat van Alfred Tepe, met een sterke gerichtheid op de Nederrijnse gotiek en een vrijwel uitsluitend gebruik van baksteen. Een voorbeeld van deze nog vrij traditionele stijl is Te Riele's eerste kerk, de Sint-Georgius in Almelo. In 1905 nam hij Tepe's positie als belangrijkste architect van het Aartsbisdom Utrecht over. In 1918 verruilde hij zijn woonplaats Deventer voor Utrecht. Hoewel de invloed van Tepe nooit helemaal verdween kenmerkt Te Riele's latere werk zich door een moderne interpretatie van de neogotiek waarin ook invloeden uit andere stijlen werden verwerkt. Veel van zijn kerken hebben een plattegrond die voldeed aan de liturgische eisen van hun tijd door een optimaal zicht op het altaar te bieden. Een breed schip was hierbij de meest voorkomende oplossing. In een aantal gevallen gebruikte hij echter een centraliserende plattegrond. Een hoogtepunt is de O.L. Vrouwekerk in Hilversum uit 1910, die een zeskantige kruising kreeg en enkele jaren later als voorbeeld diende voor P.J.H. Cuypers' Onze Lieve Vrouwekerk in Venlo.
Te Riele ontwierp kerken in onder meer Almelo, Amersfoort, Breda, Cothen, Eindhoven, Elden, Gemonde, Helmond, Hertme, Koewacht, Laren, Millingen aan de Rijn, Montfoort, Oosterwierum, Ossenisse, Steenwijk en Utrecht. Hij heeft drie neogotische kerken in Friesland ontworpen. Voor Dokkum ontwierp hij ook een processiepark ter nagedachtenis aan Bonifatius, dat echter maar gedeeltelijk werd gerealiseerd; de kapel werd uiteindelijk gebouwd naar een ontwerp van Hendrik Willem Valk, een oud-leerling van Te Riele.